# Joe Sanders

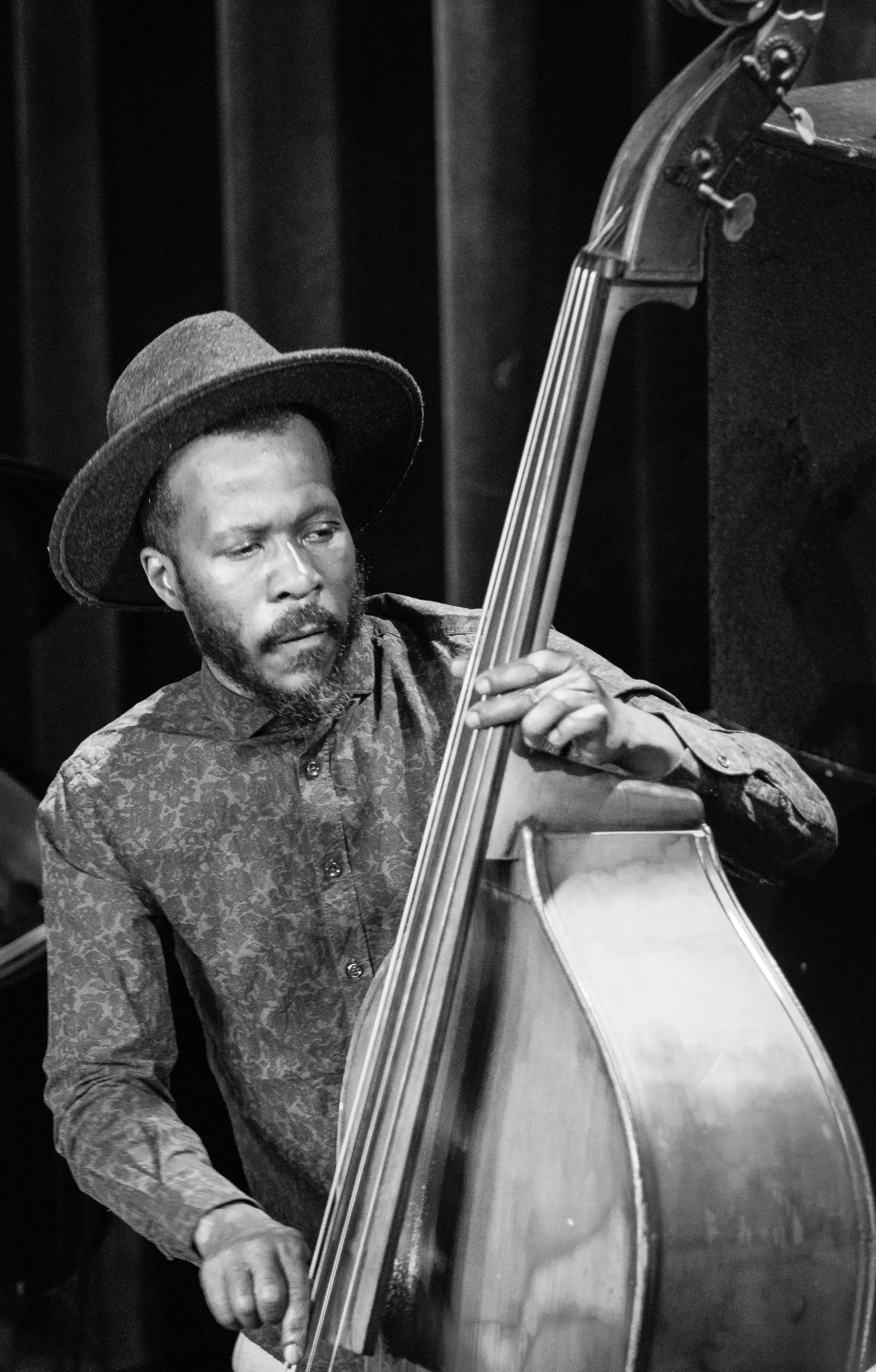
Joe Sanders (2022)

Joe Sanders (* 1984 in Milwaukee, Wisconsin) ist ein US-amerikanischer Bassist des Modern Jazz.

## Leben und Wirken
Sanders hatte ersten Unterricht bei Catherine McGinn, einer Musikerin des Milwaukee Symphony Orchestra. Beeinflusst von Jazzbassisten wie Charles Mingus, Paul Chambers und Ray Brown, studierte er ab 2002 am Dave Brubeck Institute bei Christian McBride. Anschließend zog er nach New York; ein Jahr später setzte er seine Studien am Thelonious Monk Institute Los Angeles von Terence Blanchard fort; dort studierte er bei John Clayton und Bob Hurst. Daneben trat er in Vietnam und Indien mit Wayne Shorter und Herbie Hancock auf; außerdem tourte er mit dem Roy Hargrove Quintett in Nordamerika und Europa. In den folgenden Jahren war er gemeinsam mit Justin Brown Mitglied des Trios von Gerald Clayton (Two-Shade), das 2015 auch mit Charles Lloyd als dessen Quartett tourte.
Unter eigenem Namen spielte Sanders 2011  mit seiner New Yorker Band – bestehend aus dem Pianisten Luis Perdomo, dem Altsaxophonist Will Vinson und dem Schlagzeuger Rodney Green – das Album Introducing Joe Sanders ein, das bei Criss Cross Jazz erschien. Im Bereich des Jazz war er zwischen 2001 und 2013 an 25 Aufnahmesessions beteiligt, u. a. mit Ambrose Akinmusire (Prelude, 2007), Theo Croker, Christian Scott (Live at Newport, 2008), Laurent Coq (Eight Fragments Of Summer),  Walter Smith III, Joris Roelofs, Oran Etkin, Romain Collin und Dayna Stephens. 2017 folgte das Album Humanity, mit John Ellis, Aaron Parks und Eric Harland. Neben Eigenkompositionen spielte er darauf Titel von Joe Henderson („Afro-Centric“) und Pat Metheny („Travels“). Weiterhin ist er an Géraud Portals Album Let My Children Hear Mingus (2018) beteiligt. Des Weiteren gehört er dem Trio von Ethan Iverson (mit Jorge Rossy) an. 2022 spielte er mit Gregory Hutchinson am Schlagzeug im Trio des Pianisten Gerald Clayton.
Sanders lebt seit 2014 mit seiner Familie in der Nähe von Marseille.
Er ist nicht mit dem gleichnamigen Bandleader des Coon-Sanders Original Nighthawks Orchestra zu verwechseln.